# Inter-crosse
L'intercrosse è uno sport di squadra derivato dal più noto lacrosse, giocato in spazi ridotti, preferibilmente al coperto e con un numero minore di giocatori.

## Origini e storia
Originario del Canada, la nazione dove maggiormente è praticato il lacrosse, il gioco fu inventato e sviluppato dalla federazione di lacrosse del Québec. Nel 1980 il direttore tecnico della federazione Pierre Filion aprì un tavolo di confronto con sociologi, psicologi ed insegnanti di educazione fisica per poter "creare" da zero un nuovo sport basato sui principi del lacrosse, ma giocabile in palestra e quindi adatto alla pratica anche didattica.
Queste discussioni portarono nel 1982, alla prima stesura ufficiale delle regole del gioco.
I primi incontri si tennero nel 1985. In quell'anno venne anche fondata la Federazione Internazionale, con sede a Montréal per poter divulgare e promuovere questo sport all'estero.
Nel 1987 la FIIC organizzò i primi World Games, un torneo internazionale la cui particolarità è la modalità con la quale vengono scelte le squadre, non rappresentative nazionali, ma composte da giocatori di nazionalità diversa e scelte tramite sorteggio con uomini e donne che giocano assieme.
I World Games si tengono annualmente sin dal 1987 con l'eccezione del 1998 e del 2005. I World Games sono tuttora il più grande evento internazionale di intercrosse con oltre 100 partecipanti ogni anno.
Nel 1999, dopo le svariate richieste di un torneo di più alto livello agonistico e tecnico, la FIIC organizzò la prima World Cup ad Audergem in Belgio.
Particolare il caso del Quebec che, nell'intercrosse, gioca sotto la bandiera regionale (il Quebec appunto) oltre che sotto la bandiera nazionale canadese.
Il lacrosse è praticato a livello professionistico nel Nord America ed è molto diffuso nei paesi anglosassoni; l'intercrosse, invece, si è diffuso maggiormente nei paesi dove lo sport maggiore è meno conosciuto, grazie soprattutto alle minori risorse necessarie.

## Il gioco
L'intercrosse viene giocato da 2 squadre di 5 giocatori e l'obbiettivo è quello, tipico di tutti gli sport di squadra, di segnare più gol nella porta avversaria.
La porta è quadrata con il lato di 1,20 m, il campo è sostanzialmente quello della pallamano e i materiali sono analoghi a quelli utilizzati in una versione modificata del lacrosse detta sofcrosse o softcrosse.
La palla, di gomma morbida (da 80 a 100g) viene giocata con una mazza costituita da un cestello in plastica e da un manico (tipicamente in alluminio o legno). Il portiere deve essere vestito con particolari protezioni (compreso un casco con griglia), come nel lacrosse, mentre per i giocatori è richiesto solo un paio di occhiali protettivi.

## I 4 valori fondamentali
L'intercrosse è basato su quattro valori fondamentali chiamati per brevità MARC:
- Movimento - Non è consentito camminare con la palla nel cestino. Si deve correre oppure stare fermi (piede perno). In questo modo il gioco è dinamico e i giocatori sono sempre in movimento.
- Autonomia - In qualsiasi momento del gioco si può coprire la palla per ottenerne il possesso. Non è sempre il più forte o il più veloce ad ottenere il possesso della palla.
- Rispetto - Non sono permessi contatti fisici né con la mazza né con il corpo. Ai giocatori viene insegnato il rispetto tanto per il proprio avversario quanto per l'arbitro, l'allenatore e per i propri compagni di squadra.
- Comunicazione - Il possesso di palla è limitato a cinque secondi per favorire il gioco di squadra e per permettere la comunicazione tra i giocatori. Un singolo giocatore non fa una squadra. Per poter segnare è necessaria la partecipazione attiva di tutti i componenti della squadra.

## In Italia
In Italia l'intercrosse è praticato da tre squadre: 2 in provincia di Lecco (Victory Vercurago e Red Hawks Merate) e in Provincia di Bergamo dove è attiva la Fun in Progress di Brembate Sopra.
La Federazione Italiana sta concentrando i propri sforzi nel divulgare questo sport nelle scuole medie inferiori e superiori. Infatti, in passato, ha distribuito diversi attrezzi di gioco ossia mazze e palle a svariati istituti scolastici e tuttora organizza corsi per docenti.
La stagione 2009/2010 vede, dopo alcuni anni di sosta, ripartire il Campionato Italiano, disputato su tre giornate in ognuna delle quali ogni squadra incontra le altre.
Il campionato è stato vinto dalla Victory Vercurago seguita da Red Hawks Merate con a chiudere Fun in Progress.
L'Italia, a livello maschile, esprime un ottimo livello di gioco, piazzandosi regolarmente al secondo o terzo posto dei campionati del mondo per nazioni.

## World Games
I World Games sono un torneo mondiale organizzato dal paese ospitante sotto l'egida di FIIC (federazione internazionale) che vengono svolti ogni anno nel periodo estivo (luglio-agosto) fin dal 1985.
Il torneo viene giocato da squadre miste (uomini e donne giocano insieme).
I World Games non sono un torneo classico ma un torneo "sociale" dove le squadre sono composte (mediante estrazione durante la cerimonia di apertura) da giocatori provenienti da diversi paesi.
I World Games hanno lo scopo di accrescere la comunicazione tra i giocatori di intercrosse nel mondo e, allo stesso tempo, di diffondere la cultura del gioco a livello sociale e tecnico.
Nel 1998 e nel 2006 i World Games non sono stati disputati per problemi organizzativi.
Ultimi World Games:
1987 - Jambes, Belgium.
1988 - Lons-le-Saunier, France.
1989 - Prague, Czech Republic.
1990 - Cambridge, United Kingdom.
1991 - Båstad, Sweden.
1992 - Milan, Italy.
1993 - Bruxelles, Belgium.
1994 - Vejle, Denmark.
1995 - Prague, Czech Republic.
1996 - Montreal, Quebec.
1997 - Manchester, United Kingdom.
1999 - Villeneuve d'Ascq, France.
2000 - Prague, Czech Republic.
2001 - Spa, Belgium.
2002 - Szombathely, Hungary.
2003 - Montreal, Quebec.
2004 - Sursee, Switzerland.
2005 - Malmö, Sweden.
2007 - Ratingen, Germany.
2008 - Priedviza, Slovacchia.
2009 - Szombathely, Hungary.
2010 - Ratingen, Germany.
2011 - Lignano Sabbiadoro, Italy
2012 - Prague, Czech Republic

## World Cup
Nel 1990, in una fase di pieno sviluppo dell'intercrosse, diverse voci si alzarono in favore di un torneo per nazioni in forma "competitiva e non "amichevole" come i World Games.
Dalla discussione tra le federazioni membri della FIIC (la federazione internazionale) e con il supporto della stessa Federazione nacque la Coppa del Mondo di intercrosse (intercrosse World Cup. Disputata inizialmente ogni anno, la manifestazione ha attualmente cadenza biennale.
La creazione di una Coppa del Mondo di alto livello competitivo ha avuto il merito di permettere un rapido sviluppo tecnico di questo sport.
La prima edizione si tenne in Belgio nel 1999. Nato inizialmente come torneo maschile venne in seguito aperto (nel 2001 in Italia) anche alle nazionali femminili.
A differenza dei World Games (dove uomini e donne giocano insieme) la intercrosse World Cup viene disputata a livello maschile e femminile.
In campo maschile la Repubblica Ceca esercita da anni un dominio assoluto, con italiani e canadesi che tentano di opporsi a questa dittatura sportiva.
Ultime World Cup
1999 Audergem, Belgium
Classifica maschile
1.Québec (World Champions)
2.Czech Republic
3. France
2000 Kostelec, Czech Republic
Classifica maschile
1.Québec (World Champions)
2.Czech Republic
3.Italy
2001 Lecco, Italy
Classifica maschile
1.Québec (World Champions)
2.Czech Republic
3.Italy
Classifica femminile
1. Czech Republic (World Champions)
2. Italy
3. Switzerland
2002 Szombathely, Hungary
Classifica maschile
1.Czech Republic (World Champions)
2.Québec
3.Italy
2003 Sherbrooke, Quebec
Classifica maschile
1.Québec (World Champions)
2.France
3.Canada
Classifica femminile
1.Québec (World Champions)
2.Canada
3.France
2004 Sursee, Switzerland
Classifica maschile
1. Czech Republic (World Champions)
2. Canada
Classifica femminile
1. Czech Republic (World Champions)
2. Canada
2005 Prague, Czech Republic
Classifica maschile
1. Czech Republic (World Champions)
2. Italy
3. France
Classifica femminile
1. Czech Republic (World Champions)
2. Canada
3. Hungary
2006 Szombathely, Hungary
Classifica maschile
1. Czech Republic (World Champion)
2. Italy
3. Canada
2008 Kriens, Switzerland
Classifica maschile
1. Czech Republic (World Champion)
2. Canada
3. Italy
Classifica femminile
1. Czech Republic (World Champion)
2. Canada
3. Switzerland
2010 Duisburg, Germany
Competizione annullata.
Le motivazioni dell'annullamento sono da ricercarsi - secondo la FIIC - nella sfavorevole congiuntura economica che ha colpito molti paesi privandoli di sponsor e risorse necessarie e ad un difficile ricambio generazionale che ha portato soltanto tre nazioni (l'ospitante Germania, l'Italia e la Repubblica Ceca) a iscriversi alla manifestazione.
2012 Prague, Czech Republic